# عبد الله بن عبد المطلب
عبد الله بن عبد المطّلب بن هاشم الهاشميّ القرشيّ (79 ق.هـ - 54 ق.هـ / 545م - 570م)، هو والد النبي محمد وزوج آمنة بنت وهب.

## نسبه
هو: عبد الله بن عبد المطلب بن هاشم بن عبد مناف بن قصي بن كلاب بن مرة بن كعب بن لؤي بن غالب بن فهر بن مالك بن النضر بن كنانة بن خزيمة بن مدركة بن إلياس بن مضر بن نزار بن معد بن عدنان.
- والده: عبد المطلب بن هاشم واسمه شيبة الحمد، كان سيّدًا من سادات قريش.
- والدته: فاطمة بنت عمرو بن عائذ بن عمران بن مخزوم بن يقظة بن مرة بن كعب، تلتقي مع زوجها عبد المطلب في الجدّ الرابع، وقد ذكرها ابن حبيب في المنجبات من النساء، قال: «ولم تكن العرب تعد منجبة لها أقل من ثلاث بنين من أشراف، فقد ولدت الزبير وأبا طالب حكمي قريش، وعبد الله أبا رسول الله».

قال الطبري في تاريخه: «كان عبد الله أبو رسول الله أصغر ولد أبيه، وكان عبد الله والزبير وعبد مناف «وهو أبو طالب» بنوا عبد المطلب لأم واحدة، هذا في رواية ابن إسحاق».
وروى هشام بن محمد عن أبيه أنه قال: «عبد الله بن عبد المطلب أبو رسول الله، وأبو طالب «واسمه عبد مناف» والزبير وعبد الكعبة وعاتكة وبرة وأميمة ولد عبد المطلب إخوة».

## حياته

### نذر عبد المطلب
نذر عبد المطلب إذا تم أبناؤه عشرة لينحرن أحدهم قربانا لله عند الكعبة. فلما توافى أولاده عشرةً جمع قريشاً وأخبرهم بنذره. فكان عبد الله والد النبي هو الذبيح. وعبد الله أحسن أولاد عبد المطلب وأعفهم وأحبهم إليه فأقبل به عند الكعبة ليذبحه فمنعته قريش سيما أخواله من بني مخزوم وأخوه أبو طالب فقال عبد المطلب: ماذا أفعل بنذري؟ فأشارت إليه امراة أن يقرع بينه وبين عشرة من الإبل فإن خرجت على عبد الله يزيد عشرا من الإبل حتى يرضى الله به وأقرع عبد المطلب بين عبد الله وعشرة من الإبل فوقعت القرعة على عبد الله فلم يزل حتى بلغت مائة إبل.

### زواجه من آمنة بنت وهب
كانت آمنة بنت وهب بن عبد مناف بن زهرة بن كلاب تعيش في كنف عمّها وهيب بن عبد مناف، فذهب إليه عبد المطلب بابنه عبد الله فخطبها له، ثم تزوجها، ولما تزوجها أقام عندها ثلاثة أيام، وكانت تلك العادة عندهم.

### المرأة التي عرضت له
تذكر كتب السير النبوية بأنّ عبد الله قد عرضت عليه امرأة أن يضاجعها، فرفض ذلك، وقال عبد الله:
قيل هي قتيلة بنت نوفل «أخت ورقة بن نوفل»، وقيل هي «فاطمة بنت مر الخثعمية». حيث مرّ بها عبد الله يومًا، فدعته إلى نفسها، ولزمت طرف ثوبه فأبى وقال: «حتى آتيك». وخرج سريعًا حتى دخل على زوجته آمنة بنت وهب فجامعها، فحملت بالنبي محمد، ثم رجع عبد الله إلى المرأة فوجدها تنظر إليه فقال: «هل لك في الذي عرضت عليّ؟» فقالت: «لا، مررتَ وفي وجهك نورٌ ساطعٌ، ثم رجعتَ وليس فيه ذلك النّور»، وقال بعضهم قالت: «مررتَ وبين عينيك غرة مثل غرة الفرس ورجعت وليس هي في وجهك». ، ثم أنشأت تقول:
وقالت أيضا:
وقال جمع من المحدثين أن تلك الزيادة الأخيرة (عودة عبد الله إلى المرأة) زيادة ضعيفة لا تصح.

## حكمه

### أهل السنة
- عند أهل السنة و الجماعة:

ورد حديثًا عن النبي أن أباه عبد الله في النار، فعن ثابت عن أنس أن رجلا قال: 
| عبد الله بن عبد المطلب | يا رسول الله أين أبي قال: في النار، فلما قفى دعاه، فقال إن أبي وأباك في النار | عبد الله بن عبد المطلب |

قال ابن كثير
| عبد الله بن عبد المطلب | وإخباره عن أبويه وجده عبد المطلب بأنهم من أهل النار لا ينافي الحديث الوارد عنه من عدة طرق متعددة أن أهل الفترة والأطفال والمجانين والصم يمتحنون في العرصات يوم القيامة، كما بسطناه سنداً ومتناً في تفسيرنا عند قوله تعالى :(وَمَا كُنَّا مُعَذِّبِينَ حَتَّى نَبعَثَ رَسُولًا) فيكون منهم من يجيب ومنهم من لا يجيب، فيكون هؤلاء من جملة من لا يجيب فلا منافاة | عبد الله بن عبد المطلب |

وقيل لأنه - ومن معه - بلغهم بقايا من دين إبراهيم عليه السلام فلا يعذرون

### الشيعة
- عند الشيعة:

وروي حديثًا عن الإمام جعفر الصادق وهو الإمام السادس من الأئمة الاثني عشر لدى الشيعة:
| عبد الله بن عبد المطلب | قال الإمام جعفر بن محمد الصادق : «نزل جبرئيل على النبي فقال: يا محمّد، إنّ ربّك يقرؤك السلام ويقول: إنّي قد حرّمت النار على صلبٍ أنزلك، وبطنٍ حملك، وحجرٍ كفلك؛ فالصلب صلب أبيك عبد الله بن عبد المطّلب، والبطن الذي حملك آمنة بنت وهب، وأمّا حجر كفلك فحجر أبي طالب». | عبد الله بن عبد المطلب |

## وفاته
خرج عبد الله من مكة متوجهًا إلى غزة في الشام في قافلة بهدف التجارة بأموال قريش، وفي طريق عودتهم وأثناء مرورهم بالمدينة المنورة مرض عبد الله، فقرر البقاء عند أخواله من بني النّجّار على أمل اللحاق بالقافلة إلى مكة عندما يشفى من مرضه، فمكث عندهم شهرًا، وتوفي بعدها عن عمر 25 سنة، ودفن في دار تُسمّى «دار النابغة» (وهو رجل من بني عديّ بن النّجار)، وكانت زوجته آمنة بنت وهب يومئذٍ حامل بالنبي محمد لشهرين. وقد ترك عبد الله وراءه خمسة جمال، وقطيع من الغنم، وجارية حبشية اسمها «بركة» وكنيتها أم أيمن. وقد رثته آمنة بقولها:

## وصلات خارجية
- مسالك الحنفا في والدي المصطفى
- والدي النبي هل هما من أهل الفترة؟ - فتوي لابن باز

| سبقه عبد المطلب بن هاشم | نسب النبي محمد | تبعه النبي محمد |